# Raúl García Velázquez
Raúl García Velázquez (Ciudad de México, 22 de agosto de 1946-4 de diciembre de 2009) fue un político y abogado mexicano, miembro del Partido Acción Nacional.
El 2 de julio del 2000, ganó las elecciones de Mayoría Relativa, por el Distrito Electoral Federal 18 (Iztapalapa). De 2000 a 2003 fungió como diputado en la LVIII Legislatura del Congreso mexicano en representación del 18º Distrito Federal. Fue integrante de las Comisiones del Distrito Federal y también de Radio, Televisión y Cinematografía.